# Thomas Boursac Cervera
Thomas Boursac Cervera, né le 20 avril 1999, est un nageur français. 

## Carrière
Thomas Boursac est sacré champion de France du 200 mètres brasse lors des Championnats de France de natation 2018 à Saint-Raphaël.